# Costa de Lisboa
Costa de Lisboa é o nome dado à região costeira que engloba o litoral de Portugal entre o concelho de Mafra e o concelho de Lisboa.